# Carlos Caszely
Carlos Humberto Caszely Garrido (Santiago del Cile, 5 luglio 1950) è un ex calciatore cileno, di ruolo attaccante.

## Biografia
Soprannominato "Rey del metro cuadrado" (Italiano: Re del metro quadro, Portuguese: O Rei do Metro Quadrado), per molti anni ha fatto parte della nazionale cilena. Di ruolo centravanti, ha legato il suo nome principalmente al Colo-Colo, giocando anche in Spagna. È stato anche il primo calciatore ad aver subito un cartellino rosso nella storia dei Mondiali di calcio: accade durante il Mondiale 1974 in Germania Ovest, dove in una partita con i padroni di casa, commise un grave fallo e l'arbitro turco Doğan Babacan estrasse il cartellino rosso, sistema introdotto nel 1970, ma precedentemente mai utilizzato, ed espulse il giocatore.
Noto per l'opposizione al regime dittatoriale di Augusto Pinochet, la sua storia è raccontata anche nella serie di documentari Football Rebels condotta dall'ex calciatore Éric Cantona. Nel 1988 in Cile è indetto un referendum popolare per determinare la conferma di Pinochet alla guida del Paese: i sondaggi sono incerti fino a quando Caszely, ancora popolare dopo avere terminato l'attività agonistica, sceglie di schierarsi pubblicamente per il no.

## Palmarès

### Club
- Campionato cileno: 5

Colo Colo: 1970, 1972, 1979, 1981, 1983
- Copa Chile: 3

Colo Colo: 1981, 1982, 1985

### Individuale
- Capocannoniere della Coppa Libertadores: 1

1973 (9 gol)
- Capocannoniere del campionato cileno: 3

1979 (20 gol), 1980 (26 gol), 1981 (20 gol, a pari merito con Victor Cabrera e Luis Marcoleta)
- Miglior giocatore della Coppa America: 1

Copa América 1979

### Videografia
- Federico Ferri, Federico Buffa, Storie Mondiali: Arancia Meccanica (1974), Sky Sport, 2014.